# Mercy (album)
Mercy – pierwszy solowy album Steve’a Jonesa wyprodukowany przez Neila Dorfsmana i wydany w 1987 przez MCA. Utwór tytułowy został wykorzystany w serialu Miami Vice.

## Lista utworów
1. „Mercy” – 5:04
2. „Give It Up” – 4:55
3. „That's Enough” – 4:05
4. „Raining in My Heart” – 5:33
5. „With You or Without You” – 4:29
6. „Pleasure and Pain” – 4:51
7. „Pretty Baby” – 6:01
8. „Drugs Suck” – 4:30
9. „Through the Night” – 4:43
10. „Love Letters” – 2:57

## Skład
- Steve Jones – wokal, gitara, gitara basowa
- Mickey Curry – perkusja
- Jim Keltner – perkusja
- Bob Rose – instrumenty klawiszowe
- Kevin Savigar – instrumenty klawiszowe
- Neil Dorfsman – produkcja